# Stefan (arcybiskup Uppsali)

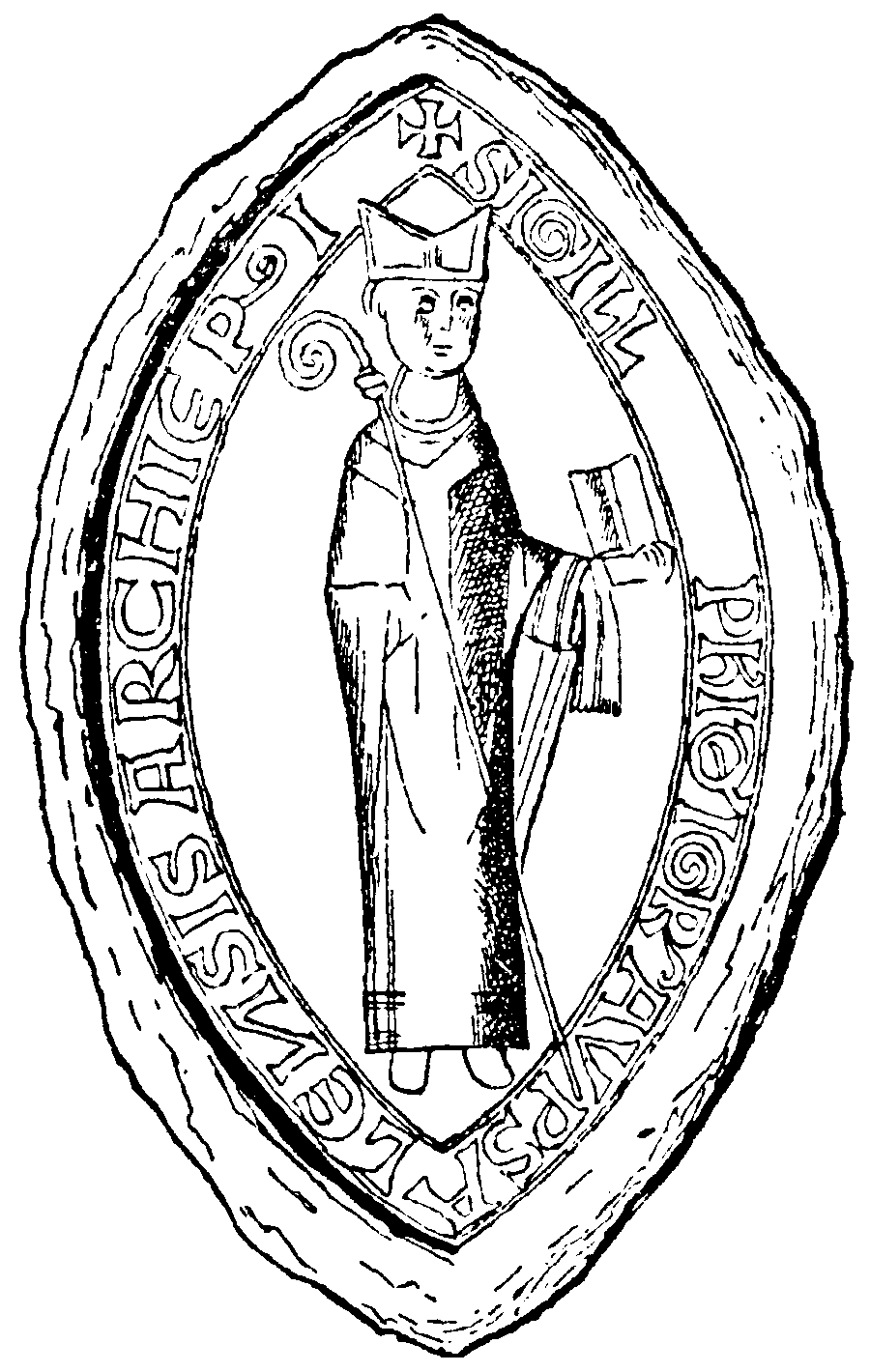
Pieczęć arcybiskupia Stefana

Stefan (zm. 1185) – duchowny katolicki, cysters, pierwszy arcybiskup Uppsali (od 1164).

## Życiorys
Stefan był mnichem cysterskim, jednym z założycieli klasztoru w Alvastrze w 1143 roku. Jego pochodzenie nie jest znane, być może pochodził z Anglii. W 1164, gdy udał się do Sens na spotkanie z papieżem Aleksandrem III i Eskilem, arcybiskupem Lund (archidiecezji obejmującej wówczas swoim zasięgiem również Szwecję), otrzymał paliusz arcybiskupi – powstało w ten sposób zostało nowe arcybiskupstwo w Uppsali (źródła odnotowują pięciu biskupów tego miasta przed Stefanem, od lat 40. XII wieku; plany założenia tutaj arcybiskupstwa sięgają 1152 roku, ale ich realizację uniemożliwiała niestabilna sytuacja polityczna w Szwecji). Arcybiskupi Lund utrzymali jednak prymat nad kościołem szwedzkim, ponieważ to oni uzyskali prawo wyświęcania arcybiskupów Uppsali.
Nie są znane bliższe dokonania Stefana na stanowisku arcybiskupa, w pierwszym okresie zapewne znacznym utrudnieniem dla jego działalności były kolejne wstrząsy w Szwecji spowodowane wojną między Erykidami i Swerkerydami. Został pochowany w klasztorze w Alvastrze.